# Bade Ghulam Ali Khan
Bade Ghulam Ali Khan (* 2. April 1902 in Kasur; † 25. April 1968 in Hyderabad) war ein indischer Sänger und Vertreter der klassischen hindustanischen Musik.

## Leben
Ali Khan, der einer Musikerfamilie entstammte, wuchs im noch ungeteilten Punjab auf. Er wurde von seinem Onkel Kale Khan und seinem Vater Ali Baksh Khan unterrichtet und schlug wie seine Brüder Mubarak Ali Khan, Bharat Ali Khan und Amanat Ali Khan eine Laufbahn als Musiker der Patiala Gharana ein. Er wurde ein überaus erfolgreicher Sänger und wurde mit dem legendären Tansen verglichen.
Nach der Teilung des Punjab 1947 kehrte er zunächst in seine Heimatstadt Kasur zurück, entschloss sich dann aber, in Indien zu leben und erhielt 1958 die indische Staatsbürgerschaft. 1960 sang er für die exorbitante Gage von je 25.000 Rupien zwei Lieder (Shubh Din Aayo und Prem Jogan ke Sundari Pio Chali) in Karimuddin Asifs Film Mughal-e-Azam. In den folgenden Jahren entstanden unter eigenem Namen zahlreiche Tonträger.
Ali Khan wurde 1962 mit dem Padma Bhushan und 1963 mit dem Sangeet Natak Akademi Ratna ausgezeichnet. Seine Tradition wurde von seinem Sohn Munawar Ali Khan, der ihn bis zu seinem Tod bei seinen Konzerten begleitete, und seinem Schüler Ajoy Chakrabarty fortgeführt.